# Капелюх (видавництво)
Видавництво дитячої літератури «Капелюх»  — українське видавництво дитячої літератури «Капелюх». Спеціалізується на дитячий літературі. Окрім цього пропонує низку видавничих та поліграфічних послуг.
Засновник видавництва Ілько Третніков.